# Distribuce (ekonomie)
V ekonomii je distribuce způsob, jakým je celková produkce, příjem nebo bohatství rozdělena mezi jednotlivce nebo mezi výrobní faktory (jako je práce, půda a kapitál). Obecně a na účtech národního důchodu a produktu odpovídá každá jednotka výstupu jednotce důchodu.
Jedno z možných použití národních účtů je pro klasifikaci faktorových příjmů a měření jejich příslušných podílů, jako v národním důchodu. Pokud se však zaměřuje na příjem osob nebo domácností, často se používají úpravy národních účtů nebo jiných zdrojových údajů. Zde je úrok často na zlomku příjmu směřujícího k horním (nebo dolním) x procentům domácností, dalším x procentům atd. (Definovaným stejně rozloženými body řezu, řekněme kvintily) a na faktorech, které by mohly ovlivnit (globalizace, daňová politika, technologie atd.).